# Rezistența anticomunistă în Europa de Vest
Rezistența anticomunistă în Europa de Vest a cuprins ansamblul de mișcări, partide politice, organizații civice, sindicate și intelectuali care s-au opus expansiunii comunismului și influenței sovietice în statele vest-europene, în perioada Războiului Rece (1945–1989).

## Context
După Al Doilea Război Mondial, influența sovietică s-a extins în Europa Centrală și de Est, iar în Europa de Vest, partidele comuniste locale, precum Partidul Comunist Italian și Partidul Comunist Francez, au încercat să câștige puterea politică prin alegeri și greve masive. Statele vest-europene, sprijinite de Statele Unite ale Americii prin Planul Marshall, au dezvoltat politici de contracarare a expansiunii comuniste.

## Principalele forme de rezistență
- Organizarea de mișcări anticomuniste de stradă și proteste împotriva partidelor comuniste.
- Activitatea serviciilor de informații occidentale în contracararea influenței sovietice.
- Sprijinirea presei libere și combaterea propagandei comuniste.
- Sprijinirea sindicatelor libere împotriva sindicatelor controlate de comuniști.
- Activitatea intelectualilor și scriitorilor, precum George Orwell și Raymond Aron, care au criticat regimurile comuniste.

## Țări implicate
- Franța – Rezistența împotriva Partidul Comunist Francez, mai ales în contextul grevelor din 1947–1948.
- Italia – Opunerea față de Partidul Comunist Italian prin mișcările creștin-democrate.
- Germania de Vest – Consolidarea RFG ca stat democratic, cu măsuri ferme împotriva influenței comuniste.
- Marea Britanie – Activitatea serviciilor secrete și a societății civile împotriva infiltrării sovietice.
- Spania și Portugalia – regimurile autoritare (Franco și Salazar) au justificat reprimarea opoziției interne prin lupta anticomunistă.
- România (indirect) – prin disidenți și refugiați români care au sprijinit rezistența anticomunistă din Vest, precum Paul Goma sau grupurile de exilați care denunțau regimul comunist din România și cereau sprijin occidental împotriva dictaturii.

## Organizații implicate
- NATO – formată pentru apărarea militară împotriva blocului sovietic.
- Mișcarea Europeană – a promovat integrarea europeană ca barieră împotriva expansiunii comuniste.
- Organizații civice anticomuniste, precum Comitetul Congresului pentru Libertatea Culturală.

## Critici
Unii istorici subliniază că rezistența anticomunistă a fost folosită în anumite state pentru a justifica abuzuri asupra drepturilor civile, iar în unele cazuri a fost însoțită de activități de supraveghere masivă a cetățenilor suspectați de simpatii comuniste.

## Moștenire
Rezistența anticomunistă în Europa de Vest a contribuit la păstrarea democrațiilor parlamentare în regiune și a oferit un cadru pentru consolidarea proiectului european, ducând în cele din urmă la prăbușirea influenței sovietice în Europa după 1989.